# Tall al-Atszan
Tall al-Atszan (arab. تل العطشان) – wieś w Syrii, w muhafazie Al-Hasaka. W 2004 roku liczyła 1203 mieszkańców.